# Antonina Ivanovna Abarinovová
Antonina Ivanovna Abarinovová (Abarinova, rusky Антони́на Ива́новна Аба́ринова; 24. června 1842 Vladimir – 29. července 1901 Tulská oblast) byla ruská operní pěvkyně a herečka. Původně zpívala alt, později mezzosoprán.
Jako operní pěvkyně debutovala v Janově v roce 1861. Následně zpívala v řadě měst, například v Oděse, Moskvě a Tbilisi. V letech 1873 až 1878 působila v Petrohradu v Mariinském divadle, kam byla přijata mj. na základě přání dirigenta Eduarda Nápravníka. Od roku 1878 se začala věnovat jen činohře a působila v Alexandrinském divadle rovněž v Petrohradě.